# Semana Taurina de Algemesí
La Semana de Toros (antiguamente ligada a las fiestas de la Virgen de la Salud) son las fiestas que por su duración y participación de gente, más involucra al pueblo.

## La plaza de Toros

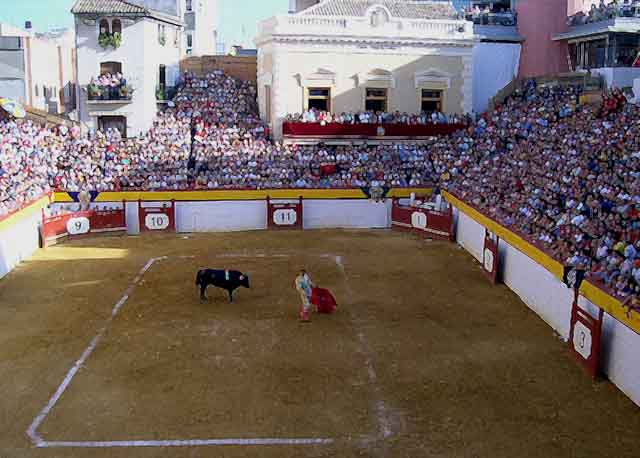
Vista de la peculiar (es cuadrada) plaza de toros de Algemesí

El coso taurino de Algemesí tiene una forma característica y que la dota de singularidad en el mundo de los especialistas en corridas de toros. Ideada en la forma actual en 1943 por el arquitecto Joan Segura i Lago, la plaza es en la actualidad un cuadrilátero la única echa de madera y rectangular en toda España, con los lados paralelos a las fachadas de los edificios que forman la plaza Mayor. Está dividida en 29 gradas dispuestas en cuatro secciones: de la 2 a la 4 forman el lado del Ayuntamiento, del 6 al 14 forman el lado de la Pastora, del 16 al 20 el lado de Xarpa, y del 22 al 29 el lado de la Iglesia. Restan cuatro gradas que forman los cuatro esquinas del cuadrilátero, el 1, el 5, el 15 y el 21.
Sin entrar en demasiadas especificaciones de la construcción de los cadafales podemos decir que estos se fijan en el pavimento mediante dados los puntos de colocación de los puntales de carga delanteros de cada cadafal. La primera tramada de anguileras repone sobre ellos y sobre una jacina asentada sobre puntales de carga compuestos por dos piezas, una como espaldarazos y de otra como guía (normalmente troncos de pino) atados como mínimo por tres cuerdas. Entre estos puntales y los delanteros van dos troncos como tirantes. Muy pocos cadafales tienen una sola tramada, generalmente tienen dos tramadas (algunos ángulos más). Sobre las anguileras se colocan las escuadras a nivel y colocadas una en pos de otra. Después se tapa el cadafal con un forro de mesas y dejando un espacio para la escalera. A continuación se colocan los asientos sobre el graderío o se meten sillas o banquetes.
La construcción de esta plaza empieza cada año a las pocas horas de la entrada de la Virgen de la Salud a la Basílica de San Jaime en la última procesión de las Fiestas a la patrona. Al contrario que se pueda pensar por la complejidad de la estructura, son los propios cadafaleros (pocos de los cuales son profesionales de la construcción) los que se encargan de levantar en poco más de una semana esta obra, bajo la atenta mirada del técnico de plaza y bajo la supervisión del aparejador y del arquitecto.